# Jan Riber Jakobsen
Jan Riber Jakobsen er en dansk kommunalpolitiker, der er den nuværende borgmester i Aabenraa Kommune, valgt for Det konservative Folkeparti. Ved konstitueringen efter kommunevalget i november 2021 blev han valgt som borgmester med stemmerne fra Socialdemokratiet, Det konservative Folkeparti, Socialistisk Folkeparti, Nye Borgerlige, Dansk Folkeparti og Slesvigsk parti. 
Fra 1984 til 2021 arbejde Jakobsen for DSB. Han er tidligere håndbolddommer på topplan.